# Volt España

Karte der anderen Verbände von Volt Europa

Volt España (Kurzbezeichnung: Volt, deutsch Volt Spanien) ist eine politische Partei in Spanien. Sie ist Teil der paneuropäischen Partei und Bewegung Volt Europa, die sich für eine engere europäische und grenzübergreifende Zusammenarbeit einsetzt und durch ihren supranationalen Charakter auszeichnet. Als Teil von Volt besitzt sie mit Damian Boeselager einen Abgeordneten im Europäischen Parlament, der die Partei dort vertritt.

## Geschichte
Volt España entstand als Reaktion auf den Brexit und zunehmenden Nationalismus in Europa und wurde am 15. Juni 2018 als dritte nationale Sektion von Volt Europa offiziell als Partei registriert. Mit dem Wissenschaftler Bruno Sánchez-Andrade Nuño trat sie erstmals bei den Wahlen zum Europäischen Parlament 2019 an. Sie erreichte 32.432 Stimmen (0,14 %) und erhielt damit kein Mandat. Im Mai 2021 trat die Partei bei den Parlamentswahlen in Madrid erstmals seit der Europawahl an, erreichte jedoch kein Mandat. Während den Wahlen warnten Vertreter der rechtspopulistischen Vox vor Verwechslungen von Volt mit der eigenen Partei, da die Platzierung der Stimmzettel nebeneinander ihnen zufolge Verwirrung stiften sollte. Tatsächlich basierte die Reihenfolge der Stimmzettel auf der Reihenfolge der eingereichten Kandidaturen.
Im September 2021 unterstützte die Partei das Referendum für die Legalisierung von Sterbehilfe und sammelte in Spanien Unterschriften für die Initiative.
Die Partei nahm im Mai 2023 erstmals an einer Kommunalwahl teil.
Das Durchschnittsalter von Volt liegt in Spanien bei 35. Die Partei plant bei den Europawahlen 2024 anzutreten. Spitzenkandidatin ist Clara Panella Gómez.

## Inhaltliches Profil
Basis des Programms der Partei sind die sogenannten Mapping of Policies des Dachverbands Volt Europa. Auf Basis dieses gemeinsamen Programms werden nationale, regionale und kommunale Programme und Forderungen der Partei abgeleitet.

### Programmatik
In ihrem Programm macht sich die Partei stark für europäischen Föderalismus mit dem Ziel eines föderalen europäischen Bundesstaates. Volt sieht dabei enge europäische Zusammenarbeit als zentrale Notwendigkeit, um Herausforderungen wie Digitalisierung, die Bekämpfung des Klimawandels und sozialer Ungleichheit erfolgreich begegnen zu können. Weitere Forderungen der Partei sind mehr Transparenz in der Politik und eine Verbesserung der öffentlichen Verwaltung, die digitalisiert und auf Open-Source Software aufgebaut werden soll. Geschlecht, Religion oder Herkunft soll keinen Einfluss die gesellschaftliche Stellung haben.

#### Sozialpolitik
Um Studenten, Senioren und Familien mit geringem Einkommen zu unterstützen, soll sozialer Wohnungsbau nach dem Vorbild Österreichs gefördert werden und die Privatisierungen öffentlicher Ressourcen im Bereich des Wohnbaus gestoppt werden. Die Partei versteht sich als feministisch und setzt sich für die Gleichstellung der Geschlechter und gegen Diskriminierung von LGBTQ ein.

#### Landwirtschaft, Umwelt- und Tierschutz
Das Wohlergehen und die Würde von Tieren sollen in der Verfassung verankert werden und Tierrechte im Zivilrecht verankert werden. Stierkampf soll in Spanien verboten und auf dem Weg dahin Steuervergünstigungen und finanzielle staatliche Förderungen gestrichen werden. Die Partei setzt sich außerdem für Jagdbeschränkungen und die Gestaltung einer nachhaltigeren Landwirtschaft mit gemeinsamer europäischer Lebensmittelpolitik ein, um Lebensmittelverschwendung und Umweltschäden zu vermeiden.
Meeresschutzgebiete sollen ausgeweitet werden, um die Flora und Fauna vor dem intensiven Schiffsverkehr zu schützen. Naturschutz soll gefördert werden, um den voranschreitenden Wüstenbildung und der Klimakrise zu begegnen und die biologische Vielfalt Spaniens zu erhalten.

#### Klimaschutz
Volt will das Subventionen für fossile Energieträger abgeschafft werden und will erneuerbare Energie fördern.

#### Katalonien
Die Partei hat sich gegen die Unabhängigkeit Kataloniens ausgesprochen und sieht keine aktuell bestehenden Einschränkungen und Verletzungen von Bürgerrechten in Katalonien, die eine einseitige Unabhängigkeitserklärung rechtfertigen würden. Stattdessen rufen die Vorsitzenden zu einem Dialog auf, um den politischen Stillstand zu beenden.

#### Europapolitik
Volt schlägt vor, dass der EU-Präsident künftig direkt gewählt wird. Die Europäische Union soll sich zu einer föderalen Republik Europa weiterentwickeln und durch eine europäische Regierung mit einem vom Europäischen Parlament gewählten Premierminister an der Spitze regiert werden. Das Europaparlament soll außerdem ein Initiativrecht erhalten, um selbst Gesetzesvorschläge einbringen zu können. Die EU soll dazu zunächst transparenter werden und sich eine vollständige Wirtschafts- und Währungsunion bilden. Migration soll durch verbindliche Aufnahmequoten organisiert werden.
Die Partei schlägt außerdem transnationale Listen für Europawahlen vor, für die in ganz Europa gestimmt werden kann.

#### Bildungspolitik und Forschung
Volt fordert technologischen Kompetenz in der Bildung zu fördern und will digitale Bildungsangebote ausbauen. Erasmus-Stipendien sollen für einen breiteren Teil der Bevölkerung zugänglich gemacht werden, damit mehr Menschen auch unabhängig von ihrem Einkommen von diesen profitieren können.
Die Ausgaben für Forschung und Entwicklung sollen auf 4 % des BIP erhöht und insbesondere im Bereich Künstliche Intelligenz gefördert werden.

#### Wirtschaftspolitik
Die Partei schlägt die Einführung eines elektronischen Wohnsitzes wie in Estland vor, der es Nicht-EU-Unternehmen ermöglicht, sich im EU-Binnenmarkt niederzulassen. Kleine und Mittlere Unternehmen sollen unterstützt und Kreislaufwirtschaft gefördert werden. Die EU soll Steuern erheben können und Steuereinnahmen von Dienstleistern wie Amazon und Facebook sollen nicht nur dem europäischen Unternehmenssitz zufließen, sondern europaweit entsprechend der Konsumenten verteilt werden.

#### Verwaltung
Verwaltungsprozesse sollen Open-Source-Lösungen digitalisiert werden, um die Verwaltung effizienter und transparenter zu gestalten.

#### Sicherheitspolitik
Die Partei befürwortet die Gründung einer europäischen Armee.

#### Justiz
Die Partei fordert eine Reform des Justizwesen. Um eine Politisierung und Blockade zu vermeiden, soll ein Fachausschuss aus Richtervereinigungen, Universitäten und Anwaltskammern zur Wahl der Mitglieder des Generalrats der rechtsprechenden Gewalt eingeführt werden. Außerdem soll der Generalstaatsanwalt vom Parlament, nicht durch die Exekutive ernannt werden, um sicherzustellen, dass öffentliche Interessen im Vordergrund stehen.

## Wahlen

### Europawahl 2019
Volt trat mit dem Wissenschaftler Bruno Sánchez-Andrade Nuño bei den Wahlen zum Europäischen Parlament 2019 an und damit zur ersten Wahl in ihrer Geschichte überhaupt. Für ihre Kampagne verfügte die Partei über ein Budget von 8.000 €. Sie erreichte 32.432 Stimmen (0,14 %) und erhielt damit kein Mandat.
| Jahr | Wahl            | Spitzenkandidat            | Stimmenanteil | Sitze |
| ---- | --------------- | -------------------------- | ------------- | ----- |
| 2019 | Europawahl 2019 | Bruno Sánchez-Andrade Nuño | 0,14 %        | 0/55  |

### Parlamentswahl in Madrid
Bei der Parlamentswahl in Madrid trat die Partei erstmals seit der Europawahl 2019 wieder an einer Wahl teil und erhielt 1.573 Stimmen, jedoch kein Mandat.

### Parlamentswahl in Andalusien und in Kastilien und León 2022
Volt trat bei der Parlamentswahl in Andalusien mit einem 40-seitigen Programm an, stellte jedoch nur in Málaga Kandidaten auf und damit nur in einer der 8 Provinzen. Die Partei erhielt 904 Stimmen (0,14 % in Málaga, 0,02 % in ganz Andalusien).
Bei der Parlamentswahl in Kastilien und León trat die Partei nur in einer von 9 Provinzen an und erhielt 273 Stimmen in Salamanca.

## Struktur
Die Partei wird durch eine Doppelspitze, einen Mann und eine Frau, geleitet.